# 菲迈
菲迈（法語：Fumay，法語發音：[fymɛ]），法国东北部城市，大东部大区阿登省的一个市镇，隶属于沙勒维尔-梅济耶尔区，其市镇面积为37.56平方公里，2022年1月1日时人口数量为3,118人，在法国城市中排名第3,566位。
菲迈位于阿登省西北部，默兹河畔，其西北侧与比利时接壤，是一个区域性的中心城市，历史上因采石活动而兴盛。

## 地名来源
根据法国地名学家埃内斯特·内格尔的论述，“Fumay”一名可能出自日耳曼人名“Filiman”。
菲迈历史上曾通行瓦隆语，“Fumay”在该语种维基百科中对应的拼写为“Fumwè”。

## 历史

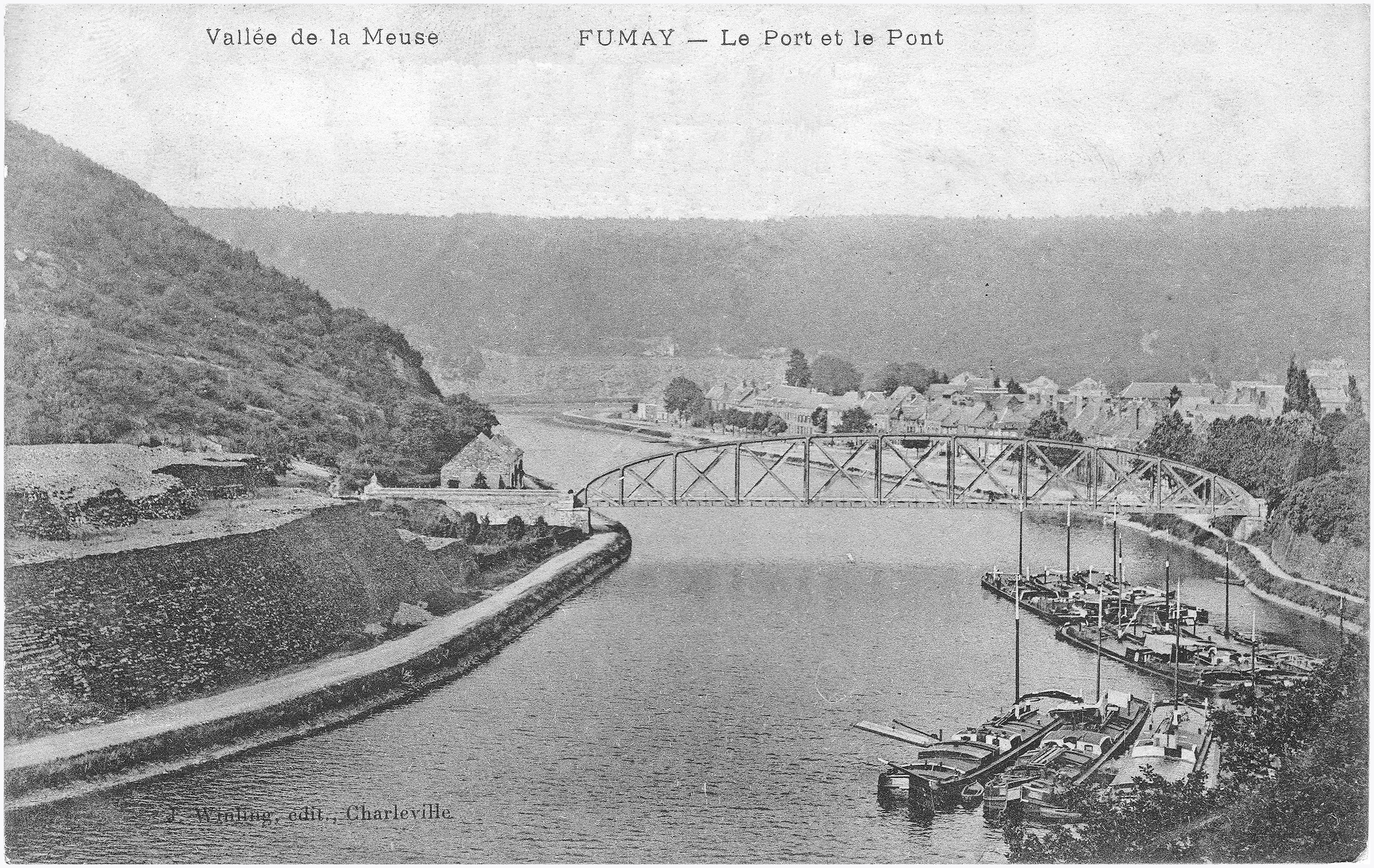
20世纪初的菲迈

菲迈的早期历史尚不清楚。根据当地官方网站的论述，菲迈所在的阿登地区于762年被矮子丕平赠予普吕姆修道院，后被埃诺伯国继承；而“菲迈”则最初于830年被提及。自12世纪以来，菲迈因采石活动而兴盛，当地一度被称为“青石之城”（Cité de l'Ardoise）。1630年，菲迈境内建成了一座加尔默罗会讲堂。根据《1769年5月16日协定》，菲迈及附近多个城镇由奥属尼德兰划入法兰西王国，18世纪中后期，菲迈采石活动逐渐减少，当地最后两处岩石矿于1790年左右关闭。法国大革命后，菲迈成为阿登省的一个市镇。工业革命期间，途径菲迈的苏瓦松—日韦铁路建成通车，其火车站所处区域亦形成城市街区，当地人口数量有所增加。19世纪末，菲迈的页岩矿再度得到开采，直至20世纪70年代才停止。
在行政区划方面，菲迈在1793至2015年间为菲迈县的县治。

## 地理

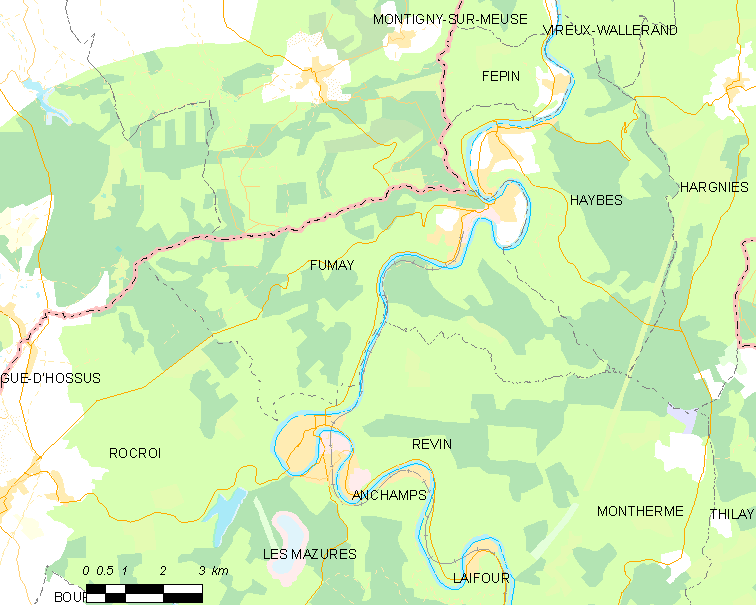
菲迈市镇范围地图

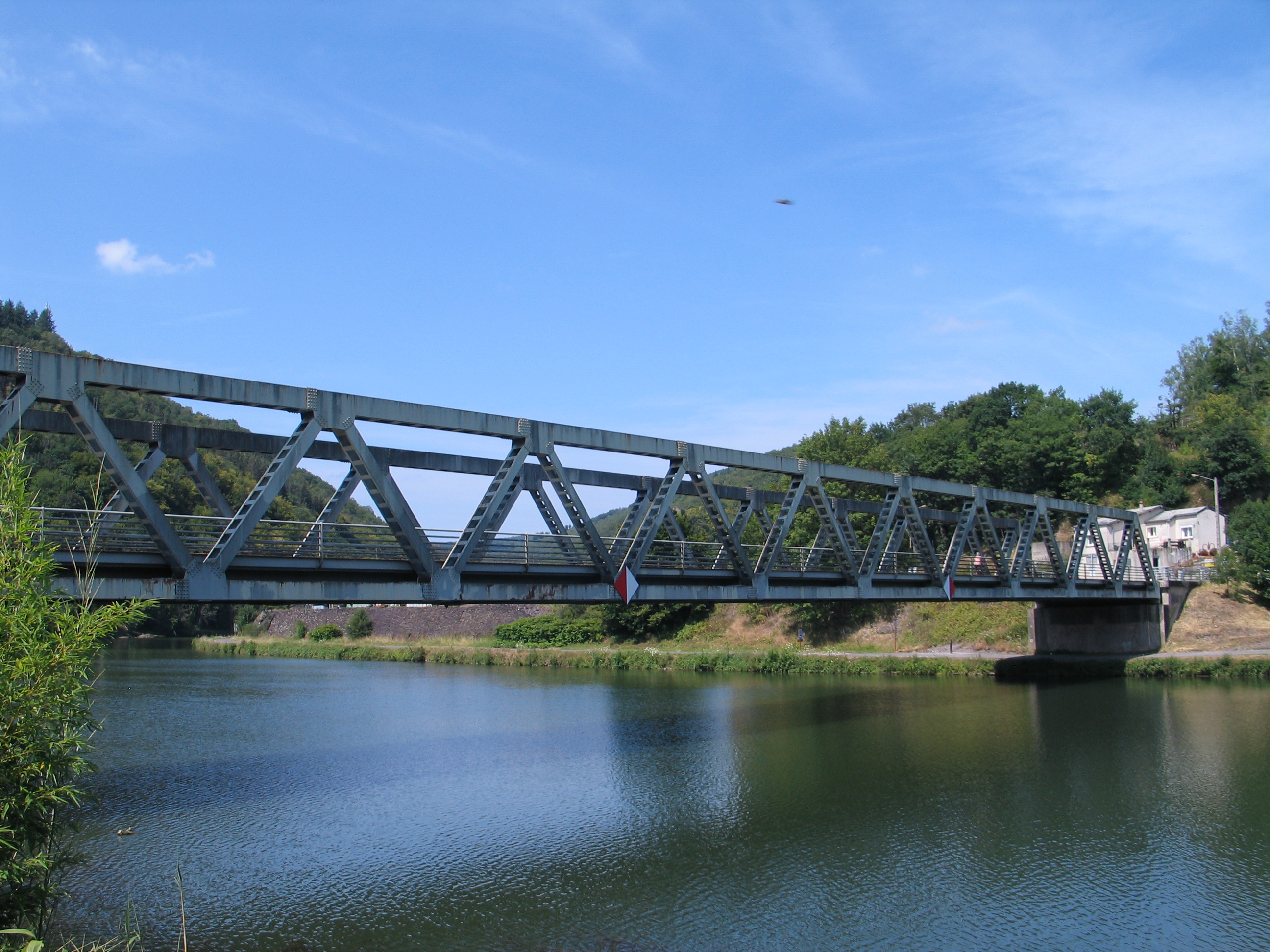
默兹河桥

菲迈位于法国东北部，大东部大区西北部和阿登省西北部，距离省会沙勒维尔-梅济耶尔大约37公里。与菲迈接壤的法国市镇包括：艾布、勒万和罗克鲁瓦。

### 地形
菲迈位于阿登高原，境内以丘陵为主，市镇中心位于默兹河谷内，地势复杂，起伏明显，全境海拔在112到466米之间。

### 水文
默兹河自南向北蜿蜒流经菲迈，其核心城区位于该河一处曲流的内侧。

### 植被
菲迈属于温带阔叶混交林区，阿登森林腹地，是阿登自然保护区的组成部分，林地广泛分布于市镇范围内的大部分区域。
在鲜花城市的评比中，菲迈被评为2星级鲜花城市。

### 气候
菲迈在柯本气候分类法中属于温带海洋性气候（Cfb）。

## 行政区划
菲迈的市镇编号为08185，邮政编号为08170。
在行政管理方面，菲迈隶属于法国大东部大区阿登省沙勒维尔-梅济耶尔区；在地方选举方面，菲迈隶属于勒万县，其市镇范围全境被划入阿登省第二选区；在社会管理方面，菲迈是默兹河岸阿登市镇公共社区的组成部分。
截至2024年8月，菲迈市镇范围内暂无任何城市敏感街区及城市政策优先街区。
法国国家统计与经济研究所（简称“INSEE”）在进行数据统计时，将菲迈及相邻的另外一个市镇设为菲迈城市核心区及菲迈城市区（Aire urbaine de Fumay）。自2020年起，菲迈城市区被包含4个市镇的菲迈城市辐射区代替。此外，INSEE还将菲迈市镇整体看作一个“块区”（IRIS），以便于统计人口分布情况。

## 交通

### 公路
阿登省省道D7线、D988线和D8051线在菲迈境内交汇。大东部大区下属的阿登省城际客运部分校车线路经停菲迈，可通往周边部分市镇。
2020年，54.4%的菲迈家庭拥有至少一辆私人汽车。2022年，菲迈境内共发生各类交通事故3起，造成4人受伤，其中2人重伤。
|  | 16 |

| 沙勒维尔 | 37 |

| 日韦 | 23 |

| 勒万 | 9.5 |

### 铁路

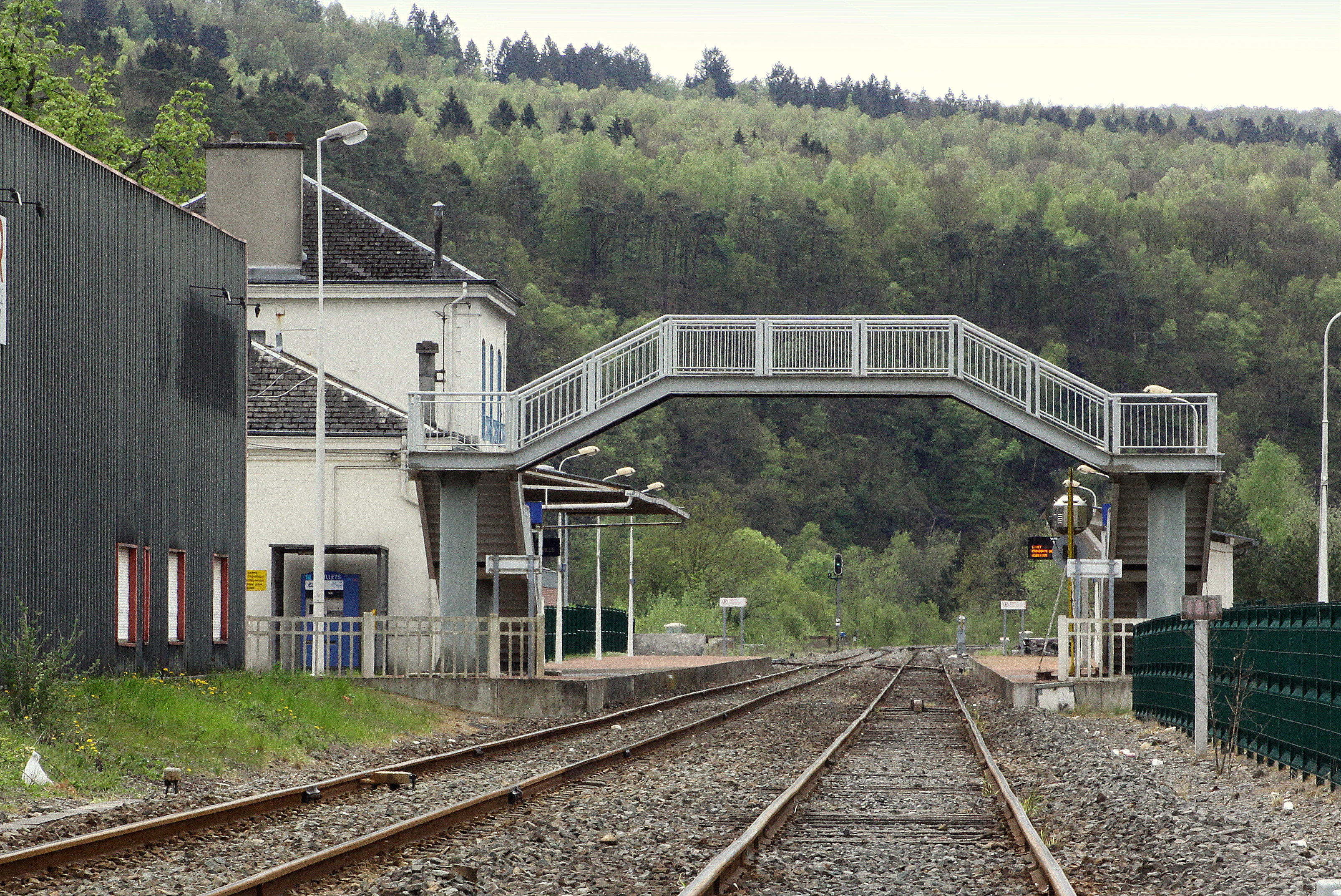
菲迈火车站内的股道

菲迈位于苏瓦松—日韦铁路上。菲迈站位于市区西南部，停靠往返于沙勒维尔-梅济耶尔和日韦一线的区域列车。

### 航空
菲迈距离布鲁塞尔南部-沙勒罗瓦机场的公路里程大约84公里。

### 城市公共交通
截至2024年8月，菲迈暂无城市公共交通系统。

## 政治
菲迈的现任市长为马蒂厄·索内先生（Mathieu SONNET），他是一名左翼无党派人士，在2020年的市政选举中获得了64.05%的支持率。
在2022年的法国总统大选的第二轮选举中，法国极右翼政党国民阵线主席玛丽娜·勒庞在菲迈获得了58.79%的支持率。

## 人口
2021年，菲迈市镇人口数量为3,151，在法国排名第3,566位。其中男性1,549人，女性1,632人，75岁及以上人口占11.6%，外籍人口数量为351人，人口密度为84人/平方公里，当地居民被称为（男性）或（女性）。2022年，菲迈境内出生22人，死亡人口55人。
| 菲迈1901年－2021年人口变化情况 |
|                                |
| 数据来源：Cassini、INSEE       |

## 经济
截至2024年8月，菲迈市镇范围内共有各类用人单位（包含自雇）309家，平均历史为21年，其中99.34%为中小型企业（PME），2024年6月至8月间，当地的经济活力指数为0。（零售）、（财会）及（企业管理）是当地2022年已公布营业额最高的三个企业，分别为9,680,131欧元、318,400欧元和93,792欧元。

## 财政与居民收入
2022年，菲迈的财政收入总额为4,571,700欧元，财政支出总额为4,126,430欧元，当年的债务总额为5,960,330欧元。2022年，菲迈市镇通过增值税获得109,330欧元的收入，此外当地还共获得了16,100欧元的国家直接财政补助。
| 菲迈居民收入情况                                 | 菲迈居民收入情况 | 菲迈居民收入情况      | 菲迈居民收入情况 |
| 内容                                             | 菲迈             | 法国                  | 统计年份         |
| ------------------------------------------------ | ---------------- | --------------------- | ---------------- |
| 征税家庭总数                                     | 1,424            | 1,081（法国市镇平均） | 2022年           |
| 居民平均月收入                                   | 1,855欧元        | 2,435欧元             | 2022年           |
| 高级职员人均月收入                               | 3,768欧元        | 4,331欧元             | 2021年           |
| 中级职员人均月收入                               | 2,242欧元        | 2,470欧元             | 2021年           |
| 普通职员人均月收入                               | 1,604欧元        | 1,801欧元             | 2021年           |
| 贫困率                                           | 25%              | 14.5%                 | 2020年           |
| 青壮年（15至64岁）失业率                         | 25.1%            | 7.4%                  | 2020年           |
| 征税家庭数量占比                                 | 27.1%            | 45.5%                 | 2020年           |
| 家庭年均纳税                                     | 1,952欧元        | 4,393欧元             | 2022年           |
| 资料来源：INSEE、L'Internaute、Le Journal du Net |                  |                       |                  |

## 社会事务

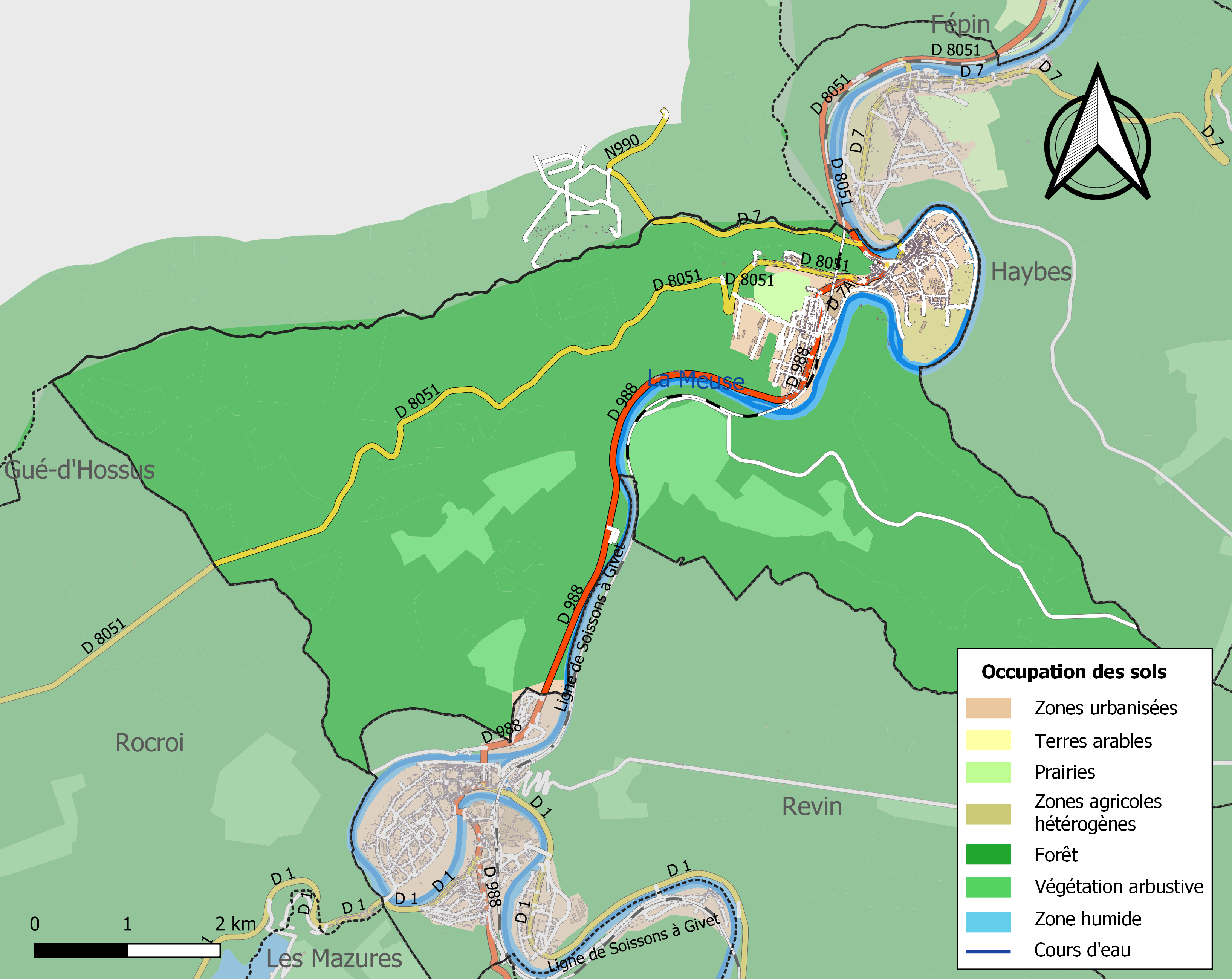
菲迈土地利用情况地图

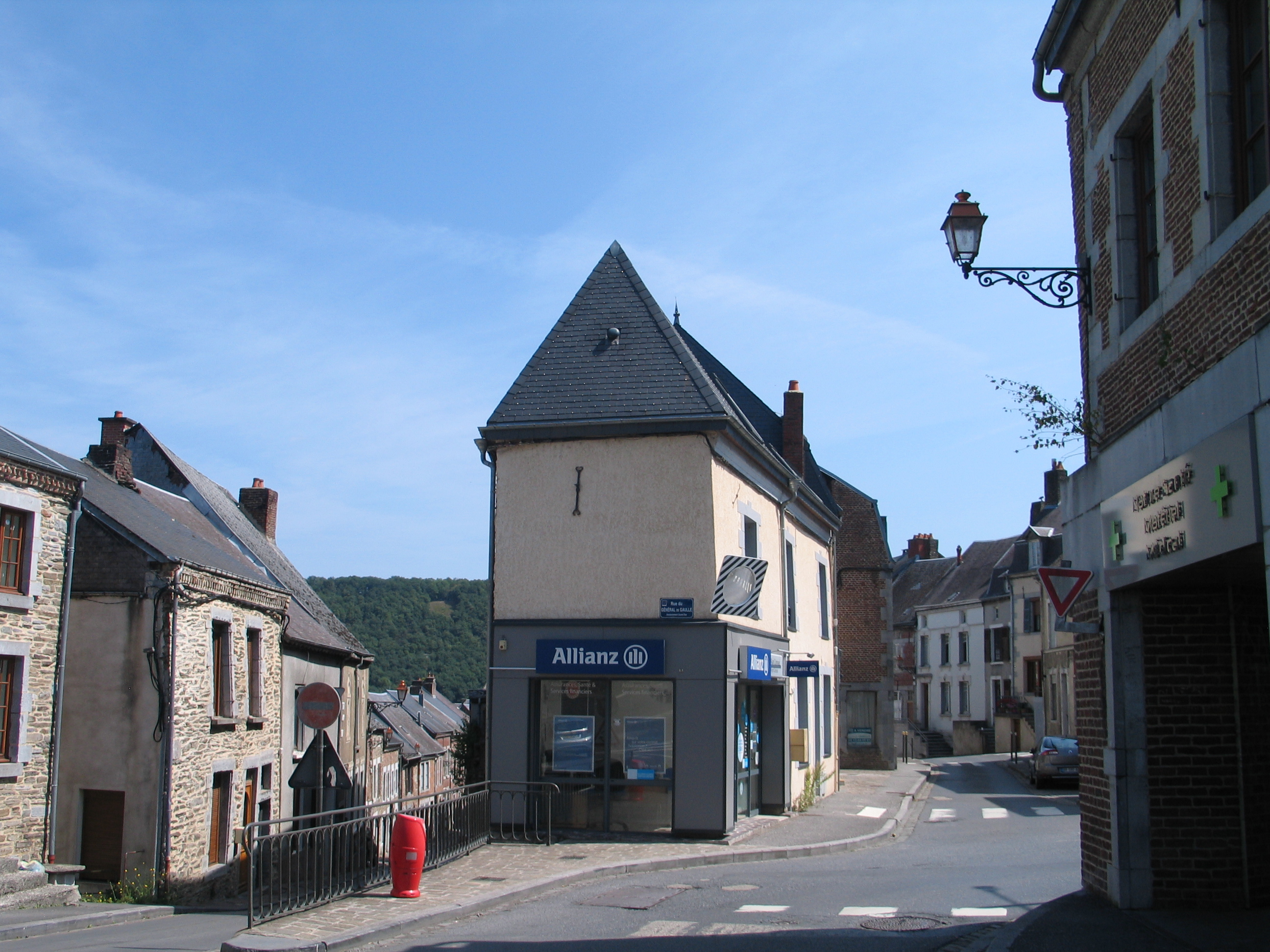
白里安广场

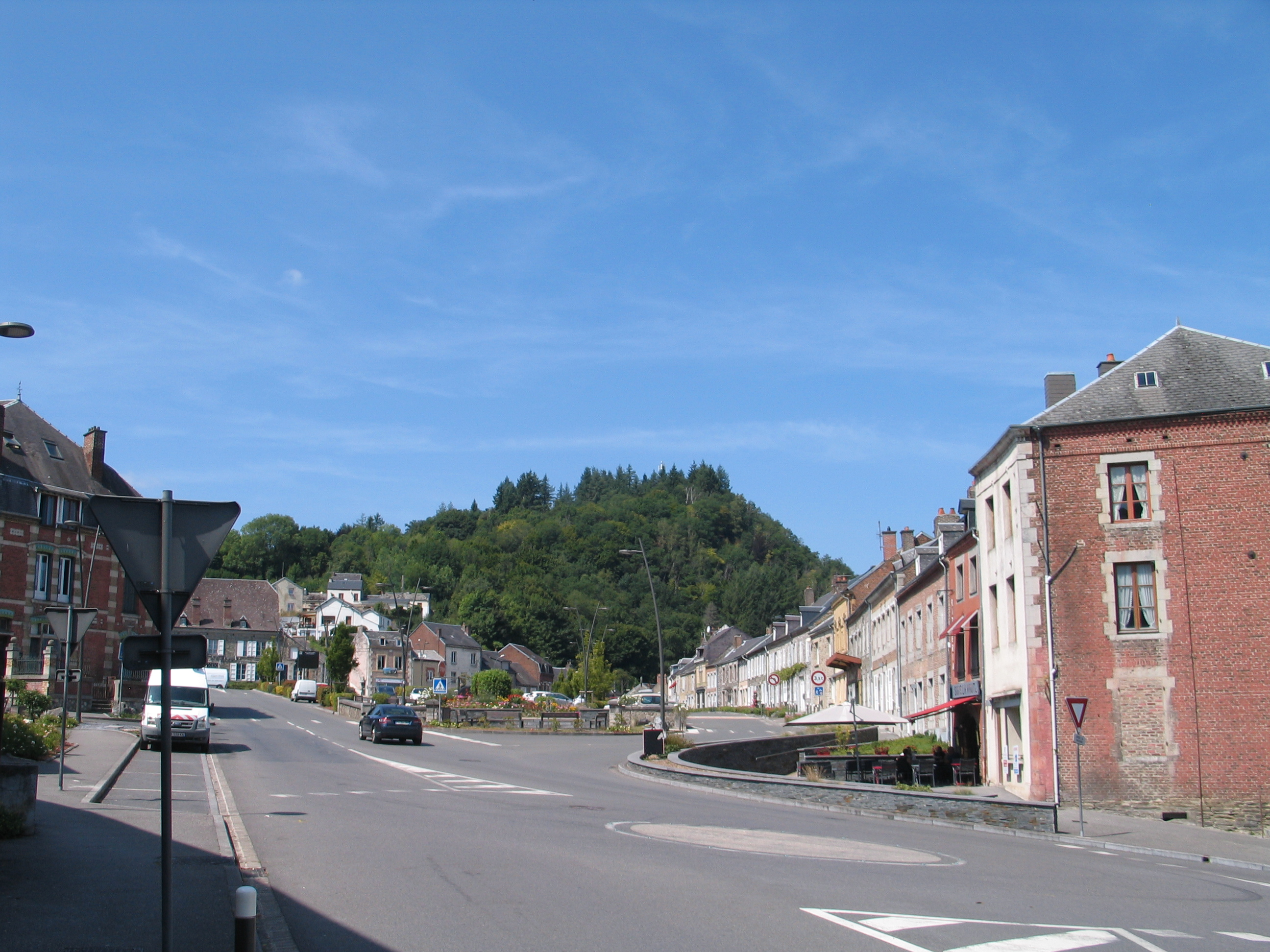
戴高乐街口

### 教育
菲迈属于兰斯学区。截至2021年1月1日，菲迈境内共有2所小学和1所初级中学。2022至2023学年度，菲迈境内共有在校中等教育阶段学生274名。

### 医疗
截至2021年1月1日，菲迈境内共有全科医生3名、保健师3名、牙医1名、护士5名和耳科医生1名。境内共有药房2家、养老院1家、残疾人帮扶中心2家。
距离菲迈最近的区域性医疗机构为“北阿登市际中心医院”（Centre Hospitalier Intercommunal Nord-Ardennes），其下属的菲迈中心医院（Hôpital de Fumay）位于菲迈市区东部，该院设有床位110个。

### 住房
2020年，菲迈境内共有各类住房1,892套，其中76.4%为独立式住宅，21.7%为集中式住宅。常住房屋占菲迈市镇范围内居民建筑总量的77.0%。
在住房保障政策方面，2022年，菲迈境内共有399户家庭获得了住房经济补助，受益人数占总人口数量的12.7%，其中390份为房租补助。

### 商业
2021年，菲迈境内共有各类实体商铺53家，其中餐厅9家、大型超市2家、杂货店1家、面包房3家、肉铺2家、美容美发店6家、汽车维修店4家。菲迈镇中心建有一家家乐福和Aldi超市。

### 体育
2021年，菲迈境内共有1家游泳池、2间体育馆、3处网球场、2处足球或橄榄球场以及1处篮球或排球场。
截至2024年8月，菲迈-沙尔努瓦体育会（Union Sportive Fumay Charnois，编号502565）是菲迈境内唯一的一家注册足球俱乐部，其主场为贝尔维球场（Stade de Bellevue）。

### 环境
菲迈的环境事务由其所属的默兹河岸阿登市镇公共社区联合各级政府协调负责。2021年，菲迈境内共有2家污染企业。

### 治安
2021年，菲迈市镇范围内有1处宪兵队。
菲迈及其附近的共102个市镇是勒万国家宪兵队（zone gendarmerie de Revin）的管辖范围。2020年，该宪兵队累计记录各类案件1,923起，其中盗窃类案件853起，经济类案件281起，毒品交易类案件70起。

## 文化

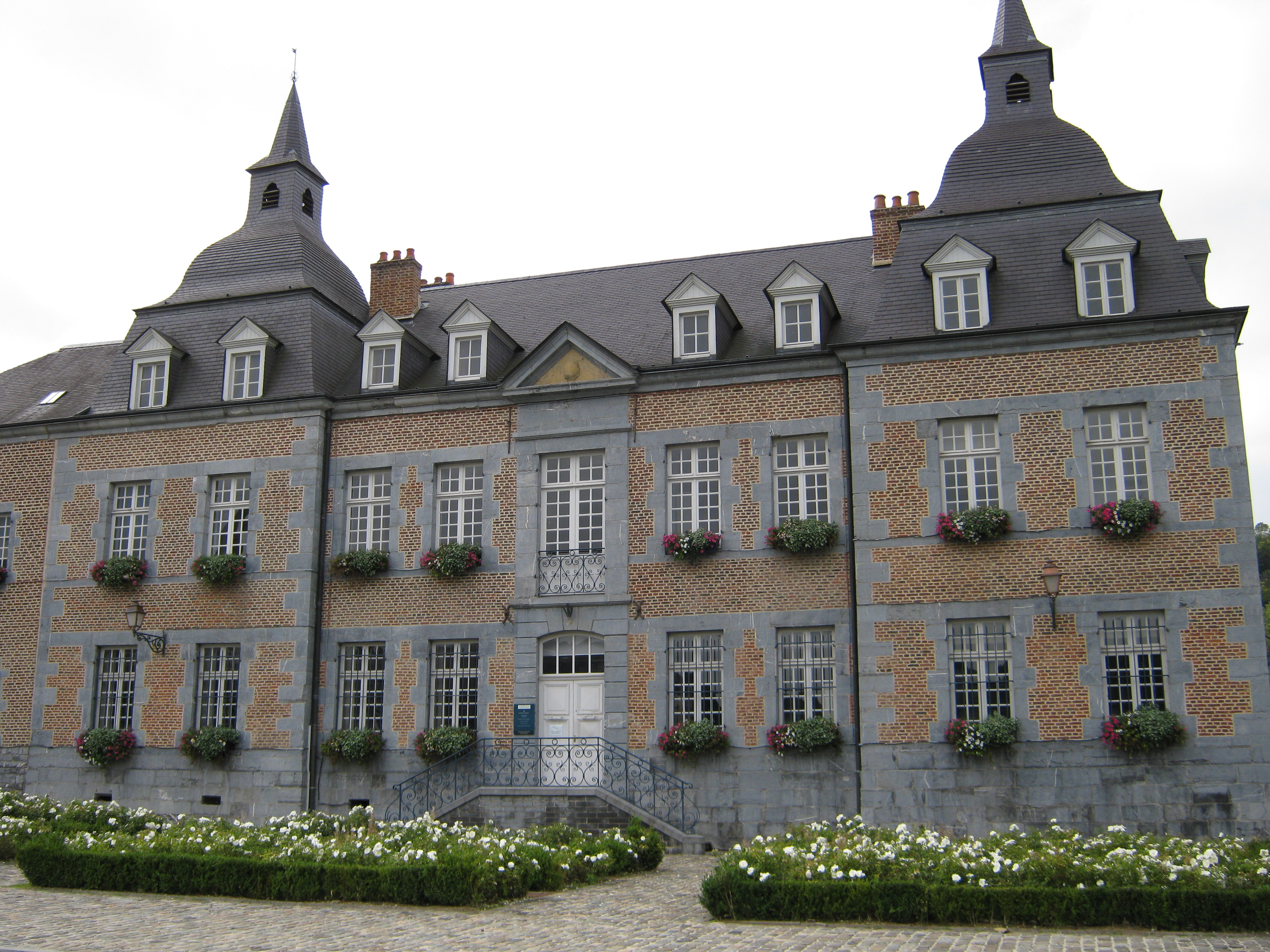
布里亚伯爵城堡

2021年，菲迈境内暂无任何文化设施。菲迈境内建有玛丽-露易丝·戈法尔图书馆（Bibliothèque Marie-Louise Goffart），每周一至五向公众开放。

### 建筑
菲迈境内有多处历史建筑，其中布里亚伯爵城堡为法国国家文物保护单位，圣乔治教堂则是当地的地标性建筑物。

### 旅游
菲迈的旅游事务由其所属的默兹河岸阿登市镇公共社区联合各级政府协调负责。2023年，菲迈境内共有1个露营地，可容纳共60辆露营车。

### 媒体
法国主要的媒体均可在菲迈接收，法国电视三台下属的大东部大区频道在部分时段播出菲迈所在阿登省的地方新闻。蓝色法兰西香槟-阿登广播、香槟电台、《阿登人报》等是当地主要的地方性媒体。

## 相关人物
法国音乐家波尔·普朗松和足球运动员雅克·斯塔姆出生于菲迈。

## 友好城市
截至2024年8月，菲迈暂未建立任何友好城市关系。